# Angelo Pavan
Angelo Pavan (Postioma di Paese, 17 novembre 1930) è un politico italiano.

## Biografia
Esponente della Democrazia Cristiana, è stato senatore della Repubblica per quattro legislature consecutive, restando a Palazzo Madama dal 1979 al 1994. 
Nel corso degli anni ha ricoperto il ruolo di Sottosegretario di Stato all'Interno (Governo Craxi II e Governo Fanfani VI), di Sottosegretario di Stato alla difesa (Governo Goria) e di Sottosegretario di Stato al Tesoro (Governo De Mita, Governo Andreotti VI e VII).